# Alexa Chung
Alexa Chung (* 5. listopadu 1983 Privett) je anglická modelka, módní návrhářka a spisovatelka. Modelingu se začala věnovat poté, co byla ve věku šestnácti let objevena na festivalu v Readingu. Následně pózovala například pro časopisy Elle Girl a CosmoGIRL!. Rovněž vystupovala ve videoklipech různých kapel, mezi něž patří například Westlife, The Streets a Reuben. V roce 2017 založila vlastní módní značku s názvem Alexachung. V letech 2007 až 2008 přispívala sloupky do časopisu Company. V letech 2003 až 2006 byl jejím přítelem fotograf David Titlow. Později žila s hudebníkem Alexem Turnerem.